# إدوارد دوزير
إدوارد دوزير (بالإنجليزية: Edward Dozier)‏ هو عالم إنسان أمريكي، ولد في 1916 في سانتا كلارا بويبلو في الولايات المتحدة، وتوفي في 2 مايو 1971 في توسان في الولايات المتحدة.